# Hatáselmélet
A hatáselmélet a pszichoanalízis egy ágazata, melynek szándéka, hogy a hatásokat külön kategóriákba rendezze, és mindegyikhez egy tipikus választ rendeljen. A pszichológiában a hatás egy érzelem, vagy szubjektíven megélt érzet. Tehát például az öröm hatása a mosolyon keresztül figyelhető meg. Ezek a hatások beazonosíthatóak ingerekre adott azonnal bekövetkező, az arcon látható reakciók által, tipikusan jól mielőtt bármiféle egyéb módon reagálhatnának az adott ingerre.
A hatás-elméletet Silvan Tomkins-nak tulajdonítják, aki könyvében, az Affect Imagery Consciousness- ben foglalkozik a témával. A hatás szó, amikor Tomkins az elméletéhez használja, speciálisan  az "érzelem biológiai részére" vonatkozik,  ami,  "előhuzalozott,  előprogramozott, genetikailag továbbörökített mechanizmus, mely mindnyájunkban jelen van" és ha aktiválják, előidéz egy "ismert biológiai eseményekből álló mintát." Habár elismerték, hogy felnőtteknél az érzelmi élmény az öröklött mechanizmusok és a "neveltetés illetve egymással kölcsönhatásban álló elvárt érzelmi reakciók bonyolult mátrixának" együttes eredménye.

## A kilenc hatás
Íme a kilenc hatás, mindegyik egy magas/alacsony intenzitás címkével ellátva, és mindegyikhez hozzárendelve biológiai megnyilvánulása:
Pozitív:
- Élvezet/öröm – mosoly, az ajkak szélesre húzódnak
- Érdeklődés/izgatottság – szemöldökök lent, a szem figyel, jobban fülel

Semleges:
- Meglepődés/riadtság – szemöldök fel, a szemek pislognak

Negatív:
- Harag/düh - homlokráncolás, állkapocs megfeszítése, vörös fej
- Undor- az alsó ajak megemelkedik és előre tolódik, fej előre és lefelé
- Bűzre adott reakció – felső ajak megemelkedik, fej visszahúz
- Bánat/Gyötrelem - sírás, ritmikus zokogás, íves szemöldök, száj megereszkedik
- Félelem/Rettegés – megkövült tekintet, sápadt arc, hidegség, izzadás, felálló szőr
- Szégyen/Megalázottság – szemek lesütve, a fej leeresztve és elfordítva, pirulás

## Következtetések

### Előíró következtetések
A kilenc hatás összefüggésbe hozható az optimális mentális egészséggel. Tomkins szerint az optimális mentális egészséghez a pozitív hatások maximalizálása, és a negatív hatások minimalizálása szükséges.[1]
A hatás elmélet összefüggésbe hozható a bensőséges kapcsolatokkal is. Kelly úgy írja le a kapcsolatokat, mint megegyezéseket, hogy kölcsönösen munkálkodjanak a pozitív hatások maximalizálásán és a negatív hatások minimalizálásán. Úgy, mint a mentális egészség esetében, itt is szükséges hogy a kapcsolatban részt vevők úgy fejezzék ki ezeket a hatásokat, hogy azok azonosíthatóak legyenek.